# Діти-солдати

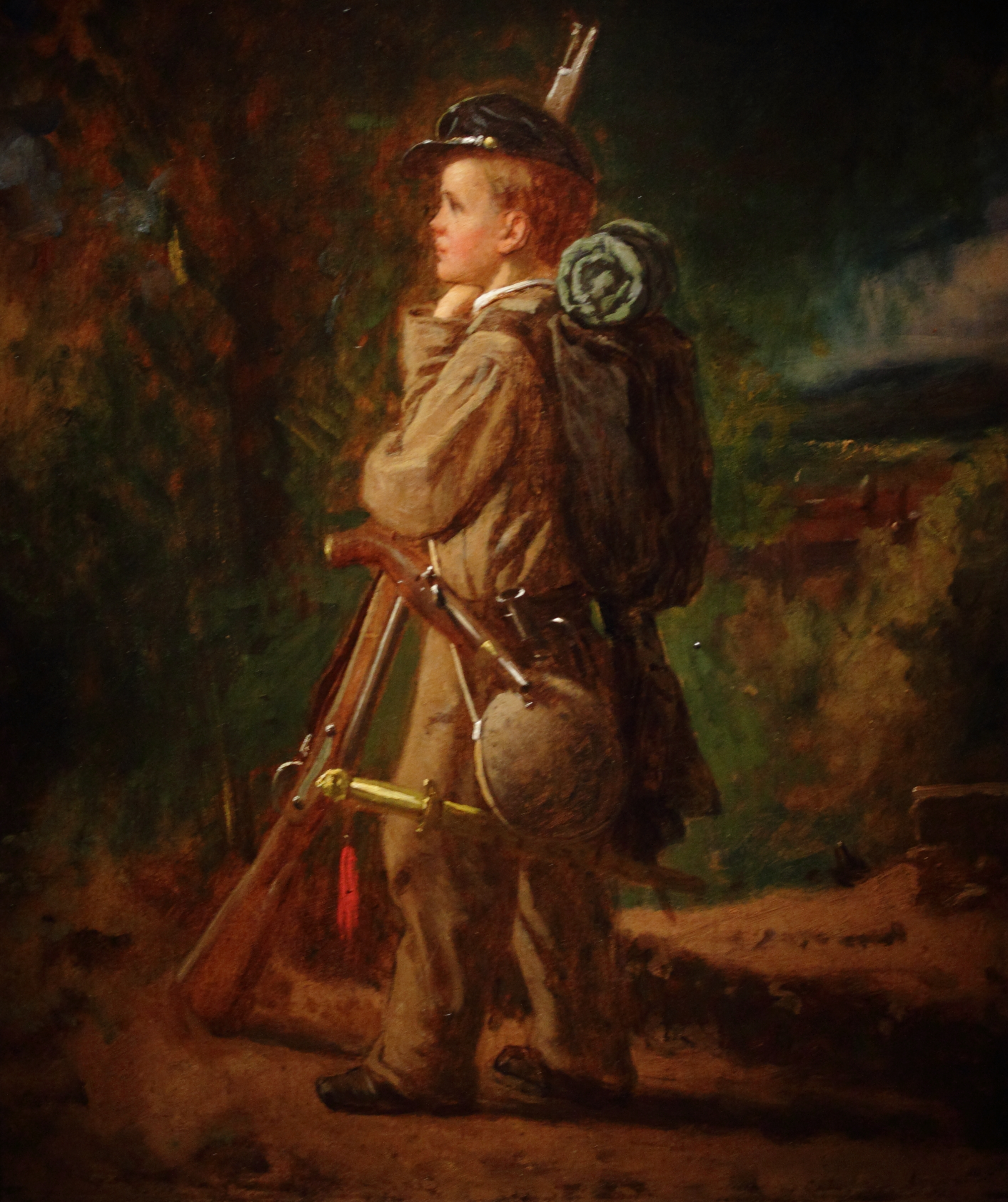
Маленький солдат (Істмен Джонсон, 1864)

Ді́ти-солда́ти (нім. Kindersoldat) — неповнолітні обох статей, які беруть участь у воєнних діях. Традиційний вид вояків у багатьох культурах світу. У європейському світі відомий з середньовіччі (пажі, зброєносці, музиканти, вістуни тощо). Активно використовувалися різними країнами під час Першої і Другої світових воєн як бойовики, вісники, живий заслон тощо. У ХХ столітті брали участь у численних громадянських війнах в Африці, Латинський Америці, Росії тощо.